# Spirit: El cavall indomable
Spirit: El cavall indomable (títol original en anglès: Spirit: Stallion of the Cimarron) és una pel·lícula d'animació tradicional 2D i 3D i d'animació estatunidenca llançada per Dreamworks l'any 2002. Va ser dirigida per Kelly Asbury i Lorna Cook. Es basa en la vida d'un Mustang anomenat Spirit a les praderies i deserts de l'Oest dels Estats Units. Ha estat doblada al català.

## Estrena
Va ser estrenada el 19 de maig del 2002 a sales de cinema, i es va mantenir dos mesos en cartellera amb èxit de taquilla. Després va ser llançada en VHS i en DVD el 19 de novembre del 2002. Va ser rellançada en DVD el 18 de maig del 2010. La pel·lícula va ser llançada en Blu-ray a Espanya i Alemanya el 3 d'abril de 2014 i a Austràlia el 4 d'abril. La pel·lícula es va llançar en Blu-ray als Estats Units i el Canadà el 13 de maig de 2014.

## Argument
L'Spirit neix al salvatge oest de mitjans del segle xix. El seu pare era l'antic cap de la seva manada de Mustang salvatges, però mai el va arribar a conèixer. Quan es fa gran es converteix en el nou cap pel respecte, valentia i coratge que transmet. Tot transcorre amb normalitat fins que una nit veu una llum, un foc encès per uns homes. Encuriosit s'acosta i quan els homes s'aixequen, el persegueixen fins a atrapar-lo. Després d'uns dies caminant, els traficants de cavalls el porten a un fort de l'exèrcit estatunidenc. Allà intenten domesticar-lo pujant al seu llom, però ningú hi aguanta més d'uns segons. Finalment, el comandant del fort decideix deixar-lo tres dies i tres nits sense menjar ni aigua. Durant aquests dies capturen un indi de la tribu dels Lakotes i el lliguen a prop de l'Spirit. Aquest veu que aquell humà és diferent dels altres i li presta més atenció. Passats els tres dies, el coronel li col·loca les regnes i la sella i l'intenta muntar. Al començament l'Spirit oposa molta resistència, però per culpa del cansament es rendeix. Però mentre el coronel demostra la seva autoritat, amb un ràpid moviment aconsegueix fer-lo volar pels aires. Molt enfadat, el coronel vol matar l'Spirit, però l'indi, anomenat Petit Rierol, aconsegueix deslligar-se i desviar el tret. Finalment, amb l'ajuda de l'Spirit aconsegueixen escapar-se del fort amb uns altres cavalls.
L'Spirit està molt content perquè ja torna a ser lliure, però es veu un altre cop capturat pels amics lakotes d'en Petit Rierol, que el porten al seu poblat, on el porten a un tancat. Tot i això, l'Spirit nota que el tracte amb ell i la resta de cavalls és molt diferent. Un dia, en Petit Rierol l'intenta muntar, però l'Spirit no es deixa. Després de diversos dies de fracassos, en Petit Rierol decideix lligar-lo amb la seva egua, anomenada Pluja, perquè li ensenyi “bones maneres”. Veient que l'Spirit és indomable el deixa marxar amb la Pluja, però, aleshores, l'exèrcit estatunidenc ataca el poblat dels lakotes. La Pluja i l'Spirit decideixen tornar a ajudar-los, però disparen en Petit Rierol que cau a un riu amb la Pluja. L'Spirit els intenta salvar, però cauen per una gran cascada i la Pluja queda ferida de gravetat. L'Spirit fa tot el possible perquè es curi, però els estatunidencs se l'emporten per fer-lo treballar en el Primer ferrocarril transcontinental dels Estats Units juntament amb altres cavalls. L'Spirit està destrossat i no fa res més que pensar en la Pluja i la seva família. Quan està pujant una locomotora per una muntanya es fa el mort perquè el deslliguin, aconsegueix escapar-se amb tots els cavalls i destrossar la locomotora. Aquesta produeix un gran incendi, al qual l'Spirit queda atrapat, però, de sobte, apareix en Petit Rierol i el salva saltant en un riu. Finalment, aconsegueixen escapar-se del coronel i dels seus homes i, amb la Pluja, tornen amb la família de l'Spirit, a les salvatges i lliures planes de l'Oest americà.

## Personatges

### Spirit
Spirit és un valent, noble i salvatge Mustang americà. Físicament és fort, robust i d'un color marronós clar amb tons de negre al final de les potes i morro. Neix en les grans planes de l'Oest d'Amèrica i tota la seva joventut és marcada per la llibertat en què viu. Fins que un dia li arrabassen. Intenta recuperar-la a tot preu fins a aconseguir-ho. Com diu el títol de la pel·lícula, és un cavall indomable com demostra el seu caràcter. Es mostra mut, i per transmetre els seus sentiments s'utilitza principalment la música, tot i que, una veu en off, expressa els seus pensaments.

### Pluja
Pluja o anomenada amb anglès “Rain” és l'euga d'un indi de la tribu dels lakota. Es caracteritza per les seves taques en la pell marrons i blanques i sobretot per la ploma d'ocell que porta a l'orella. Té un caràcter refinat i tossut a la vegada. Finalment viu amb la família de Spirit en llibertat.

### Petit Rierol
Petit Rierol o anomenat originàriament amb anglès “Little Creek” és un indi americà de la tribu dels Lakota. Es caracteritza per l'especial tracte que té amb els cavalls sobretot amb Spirit que li ensenya que no tots els humans són dolents i és l'únic que aconsegueix muntar-lo. Sempre respectuós amb Spirit, sempre li dona llibertat per fer el que vulgui.

### El Coronel
El coronel és un destacat soldat de cavalleria de l'exèrcit dels Estats Units d'Amèrica. És el cap del fort on Spirit és portat i durant tot el film és mostrat com el seu arxienemic. De caràcter fort, voluntat ferma porta gairebé a Spirit a la rendició. Tot i que és pintat com un home dolent, finalment es mostra que té compassió i admiració quan deixa marxar a Spirit cap a la seva llar.

### L'Àguila Americana
L'àguila segueix a Spirit durant tota la pel·lícula i és amiga d'ell des de la seva joventut. Representa la llibertat que porta sempre Spirit. És com el seu àngel de la guàrdia.

## Banda Sonora

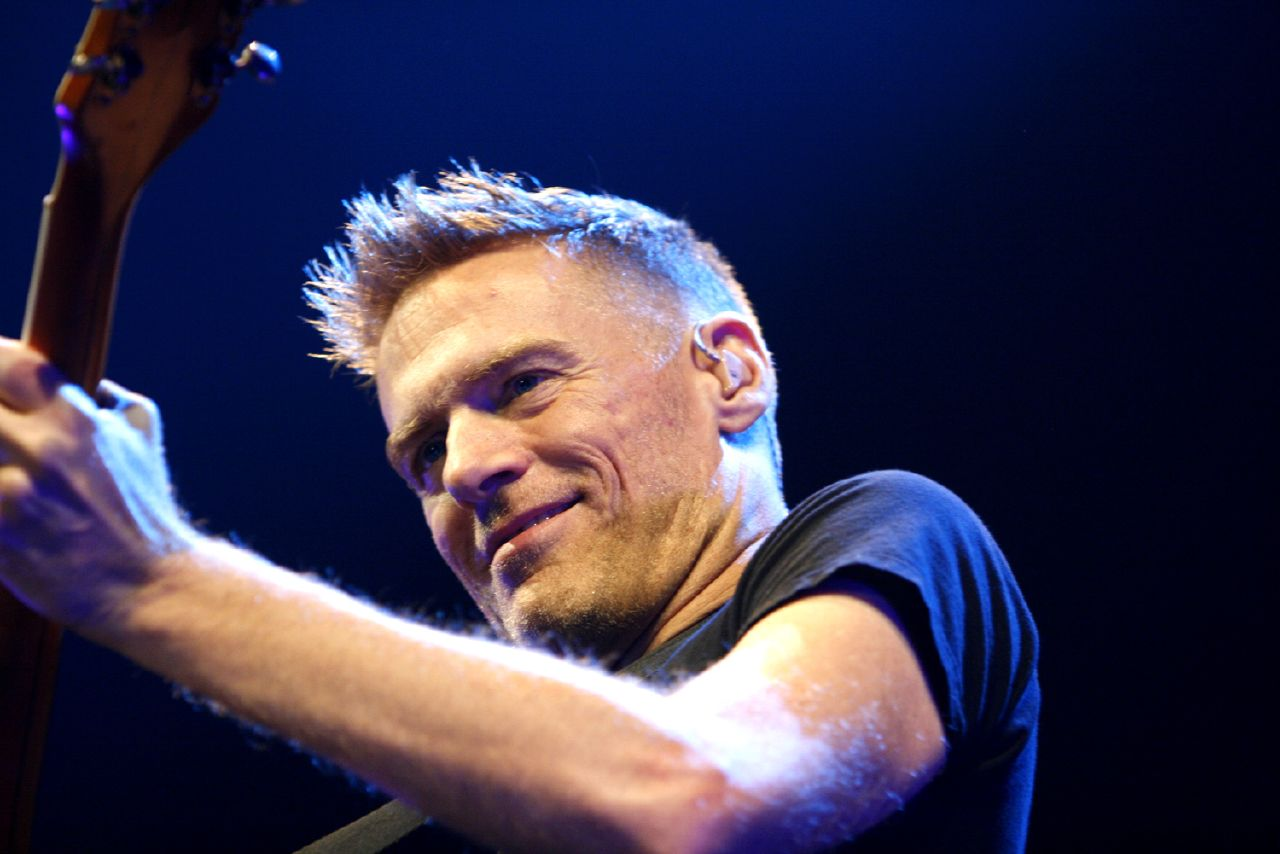
Bryan Adams, el cantant i escriptor dels senzills d' Spirit

En Spirit, el Soundtrack o banda sonora és dirigida i composta pel músic i compositor Hans Zimmer, que té la gran col·laboració de Bryan Adams, qui posa la veu i les lletres. També col·laboren la cantant Sarah McLachlan, Gavin Greenaway, Robert John "Mutt" Lange i Gretchen Peters. La majoria de les cançons serveixen a l'espectador com a pensament de Spirit, ja que aquest no parla. La Banda Sonora s'ambienta en l'Oest del Segle XIX i transmet valors com la llibertat, amor, lluita o fraternitat d'una manera excel·lent. En el disc gravat i que sortí al mercat al 4 de maig del 2002 amb alguns èxits com Here I Am, I Will Always Return o Sound the Bugle.
Les versions en espanyol dels temes del disc van ser cantades per Erik Rubín a Hispanoamèrica i Raúl a Espanya. La versió brasilera de la banda sonora de la pel·lícula va ser interpretada en portuguès per Paulo Ricardo.

### Banda sonora
| Núm. | Títol                          | Durada |
| ---- | ------------------------------ | ------ |
| 1.   | «Here I Am (títol final)»      | 4:45   |
| 2.   | «I Will Always Return»         | 3:39   |
| 3.   | «You Can't Take Me»            | 2:56   |
| 4.   | «Get Off My Back»              | 2:50   |
| 5.   | «Brothers Under The Sun»       | 3:58   |
| 6.   | «Don't Let Go»                 | 4:02   |
| 7.   | «This Is Where I Belong»       | 2:21   |
| 8.   | «Here I Am»                    | 4:32   |
| 9.   | «Sound The Bugle»              | 3:55   |
| 10.  | «Run Free»                     | 6:22   |
| 11.  | «Homeland (títol principal)»   | 3:42   |
| 12.  | «Rain»                         | 2:51   |
| 13.  | «The Long Road Back»           | 7:11   |
| 14.  | «Nothing I’ve Ever Known»      | 3:52   |
| 15.  | «I Will Always Return (Final)» | 2:46   |

## Producció i confecció
L'aventura de donar-li vida a Spirit va començar quatre anys abans de l'estreno del film quan es va decidir fer un nou tipus de pel·lícula d'animació: una barreja de dibuixos fets a mà i l'animació en 3-D per ordinador creant la pel·lícula d'animació més complexa feta fins a la data (2002). És molt visibles l'entrada de les noves tecnologies en la primera seqüència de la pel·lícula quan es veu l'àguila americana entrant pel Gran Canyó i la càmera sobrevolant-lo al costat de l'àguila i després baixant arran del riu a tota velocitat; un altre exemple és quan Spirit i la seva manada van corrent i Spirit es pare en un monticle i la càmera fa un gir de 360°; és una proesa per la tecnologia en animació de l'època. Spirit també va suposar molts altres reptes, com plasmar amb perfecció l'estil dels moviments i l'anatomia dels cavalls. Una de les persones de les que es van encarregar de donar vida als cavalls va ser el famós pintor James Baxter, que va tenir l'ajuda d'experts en anatomia i veterinaris que van ensenyar als dibuixants la seva difícil estructura.

## Nominacions i premis
2002
premis Annie :
1. Disseny de personatges excel·lent en una Pel·lícula d'animació Producció
2. Efectes pendents d'Animació
3. Disseny de Producció Excel·lent en una Pel·lícula d'animació Producció
4. Història Excel·lent en una Pel·lícula d'animació Producció

ASCAP - Èxit de Taquilla
Bronze Wrangler - Cinemàtica
Genesis - Llargmetratge
Young Artist - Millor Pel·lícula Familiar Cinema d'Animació
1. 2003: Oscar a la millor pel·lícula d'animació[cal citació]
2. 2003: Globus d'Or a la millor cançó original per Hans Zimmer (música), Bryan Adams (lletra) i Gretchen Peters (lletra) amb "Here I Am"[9]